# 羅德里戈·迪·保羅
洛迪高·迪·保羅（西班牙語：Rodrigo De Paul；1994年5月24日—）是一位阿根廷足球運動員，場上司职中前卫，現效力於美國職業足球大聯盟球隊國際邁阿密 (馬德里競技外借)，亦是阿根廷国家队队员之一。

## 球會生涯

### 乌迪内斯
2016年7月20日，德保羅轉會至意甲俱樂部乌迪内斯。2019年10月15日，德保罗與乌迪内斯签署了一份为期五年的新合同。

### 馬德里競技
2021年7月12日，德保羅與馬德里競技簽訂了一份為期五年的合約。2021年12月7日，在2021-22赛季欧洲冠军联赛的最后一场小组赛中，他在客场3-1战胜波尔图的比赛期間打进了他於球會的第一个进球。德保罗在2020年12月成为乌迪内斯的队长。

## 國家隊生涯
2021年6月，德保羅入選了阿根廷參加2021年美洲國家盃的大名單。 7月10日，他隨隊獲得美洲盃冠軍。
2022年11月，德保羅入選2022年世界盃阿根廷國家隊26人名單，并随队获得世界杯冠军。
2024年6月，德保羅入選阿根廷參加2024年美洲國家盃26人名單。

## 荣誉

### 阿根廷国家队
- 美洲杯冠军（1次）：2021年[5]2024年
- 歐美超級杯冠軍（1次）：2022年
- 國際足協世界盃冠軍（1次）：2022年

## 外部連結
- Soccerway資料庫：羅德里戈·迪·保羅